# Fort Dodge (Kansas)
Fort Dodge è un census-designated place (CDP) degli Stati Uniti d'America, situato nello stato del Kansas, nella contea di Ford.